# Otodus
Az Otodus a porcos halak (Chondrichthyes) osztályának heringcápa-alakúak (Lamniformes) rendjébe, ezen belül a fosszilis Otodontidae családjába tartozó porcos halnem.
Családjának a típusneme.

## Tudnivalók
Ennek a fosszilis cápanemnek a fajai a paleocén és eocén korok között éltek, körülbelül 60-45 millió évvel ezelőtt. Maradványaikat világszerte megtalálták, főleg Afrikában, Európában, Ázsiában és Észak-Amerikában. Mivel porcos halak, testüknek csak kis része tud megkövesedni, emiatt csak a fogaik és néhány csigolyájuk került elő. A fogaik nagyok és háromszögletesek, többségüknek egyenes és éles a széle, azonban egyesek recés-fűrészes szélűvé alakultak volna át. A fogmélyedések és -gyökerek is jól megmaradtak.
Koruknak a csúcsragadozói lehettek. A legnagyobb fog magassága 104 milliméter. A csigolya közepe 12,7 centiméter átmérőjű. Ezekből az adatokból ítélve, a kutatók, körülbelül 9,1 méter hosszúnak képzelik el a legnagyobb fajt. Egyesek akár 12,2 méteresre is becsülik.
Valószínűleg tengeri emlősökkel, nagy csontos halakkal és egyéb cápákkal táplálkozhattak.
Szintén a fogakból ítélve, egyes őslénykutatók úgy vélik, hogy az Otodus-fajokból fejlődött ki a Carcharocles aksuaticus az első a Carcharocles nemből - újabb taxonnév, melybe az óriás fosszilis cápákat helyezik; talán az óriásfogú cápa (C. megalodon) is tartozik.

## Rendszerezés
A nembe az alábbi fosszilis fajok és alfajok tartoznak (meglehet, hogy a lista hiányos):
- Otodus aksuaticus (Menner, 1928)
- Otodus hastalis
- Otodus limhamnensis
- Otodus minor
  - Otodus minor turkmenicus
- Otodus naidini
- Otodus obliquus Agassiz, 1843 - típusfaj
- Otodus poseidoni
  - Otodus poseidoni poseidoni
  - Otodus poseidoni turanensis
  - Otodus poseidoni ustyurtensis

## Képek

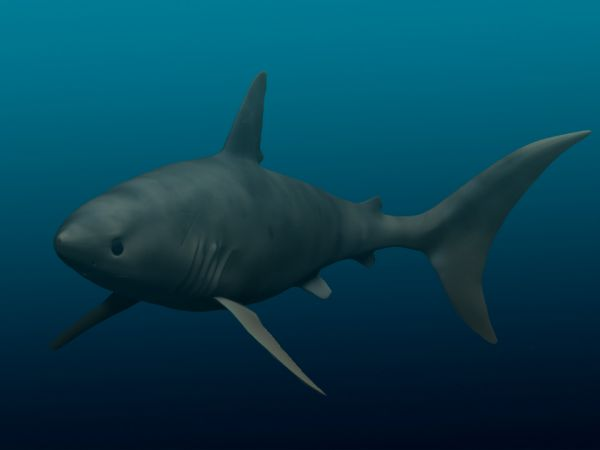
Az O. obliquus számítógépes rekonstrukciója
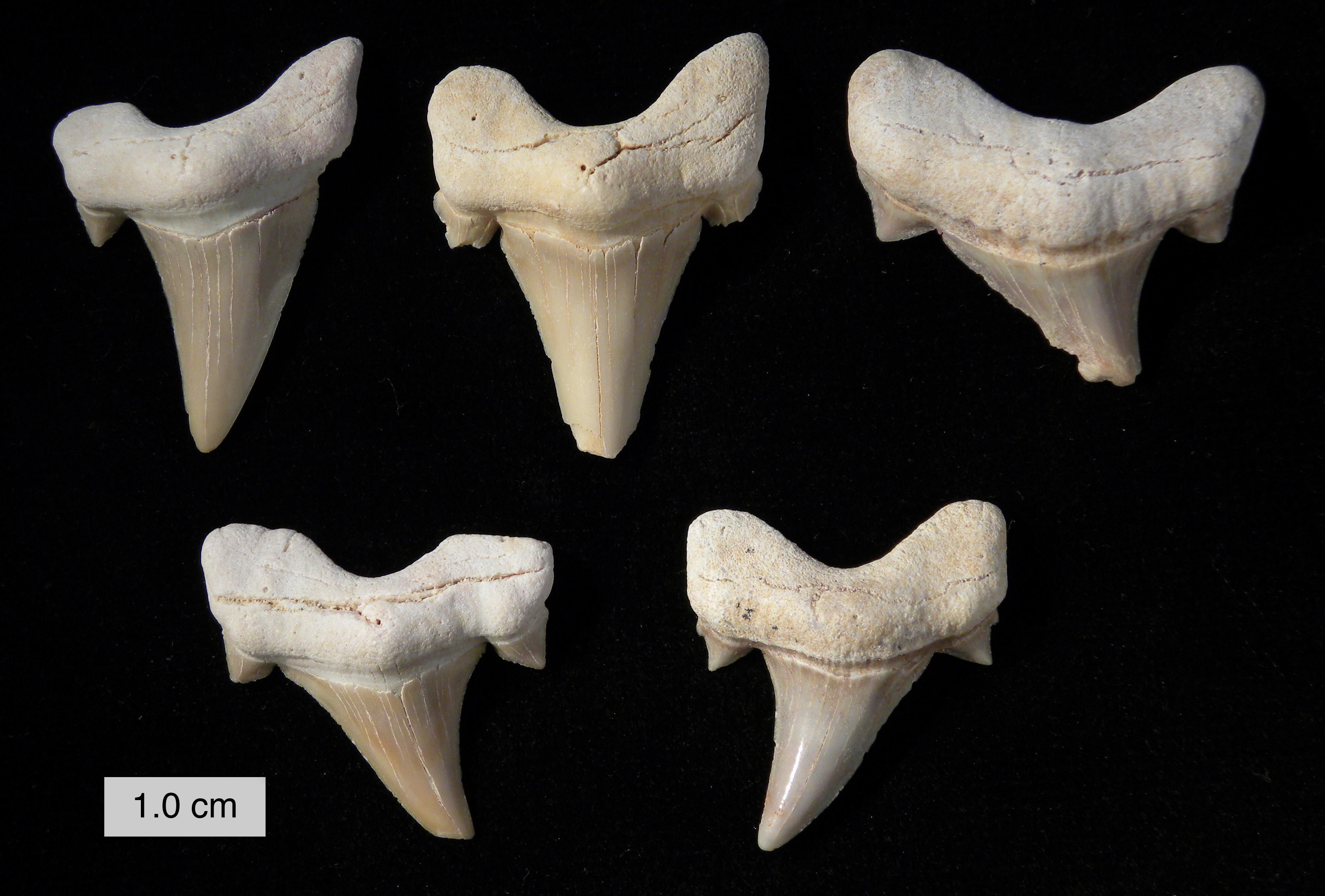
Ugyanannak a fajnak
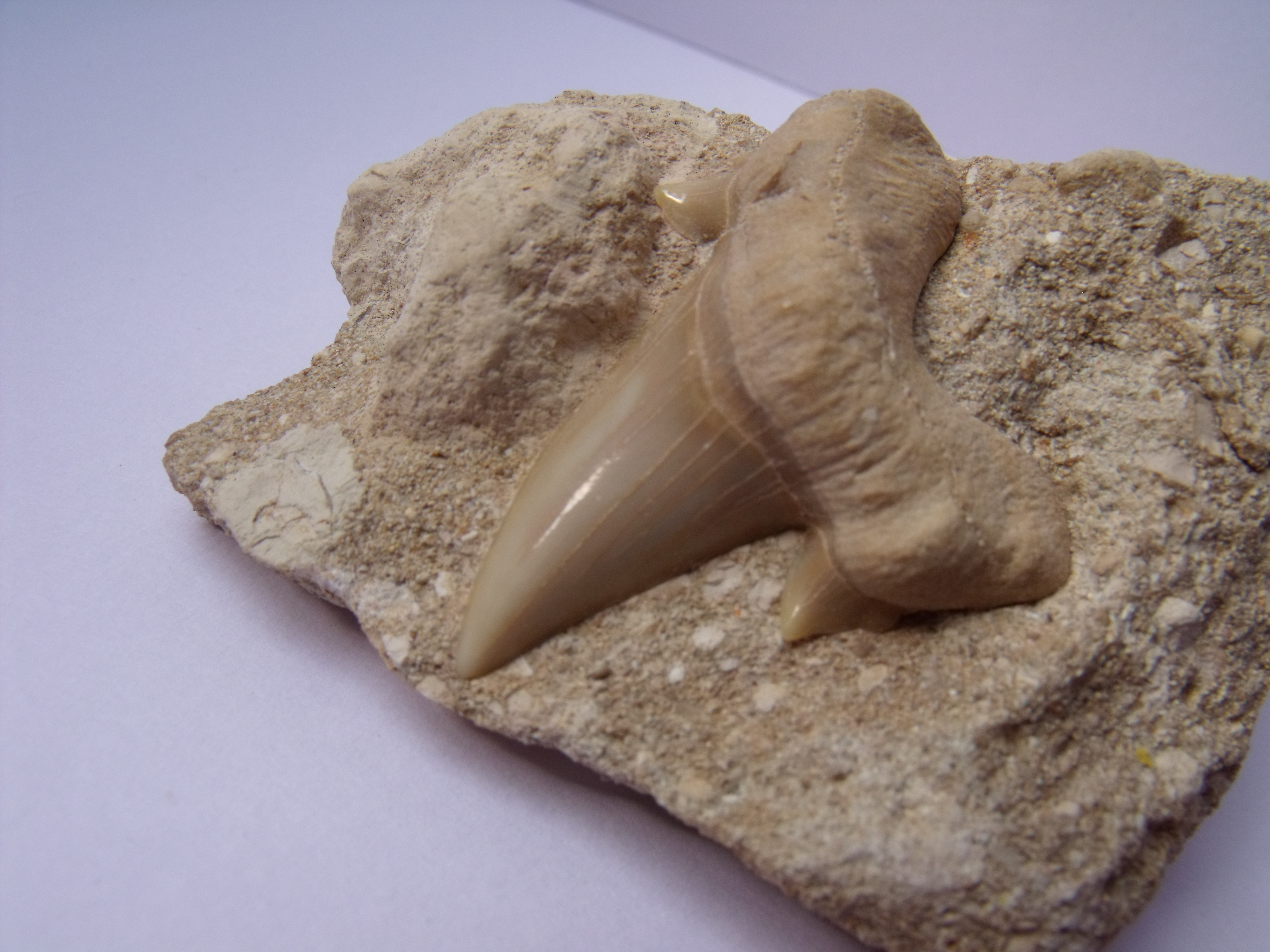
a különböző
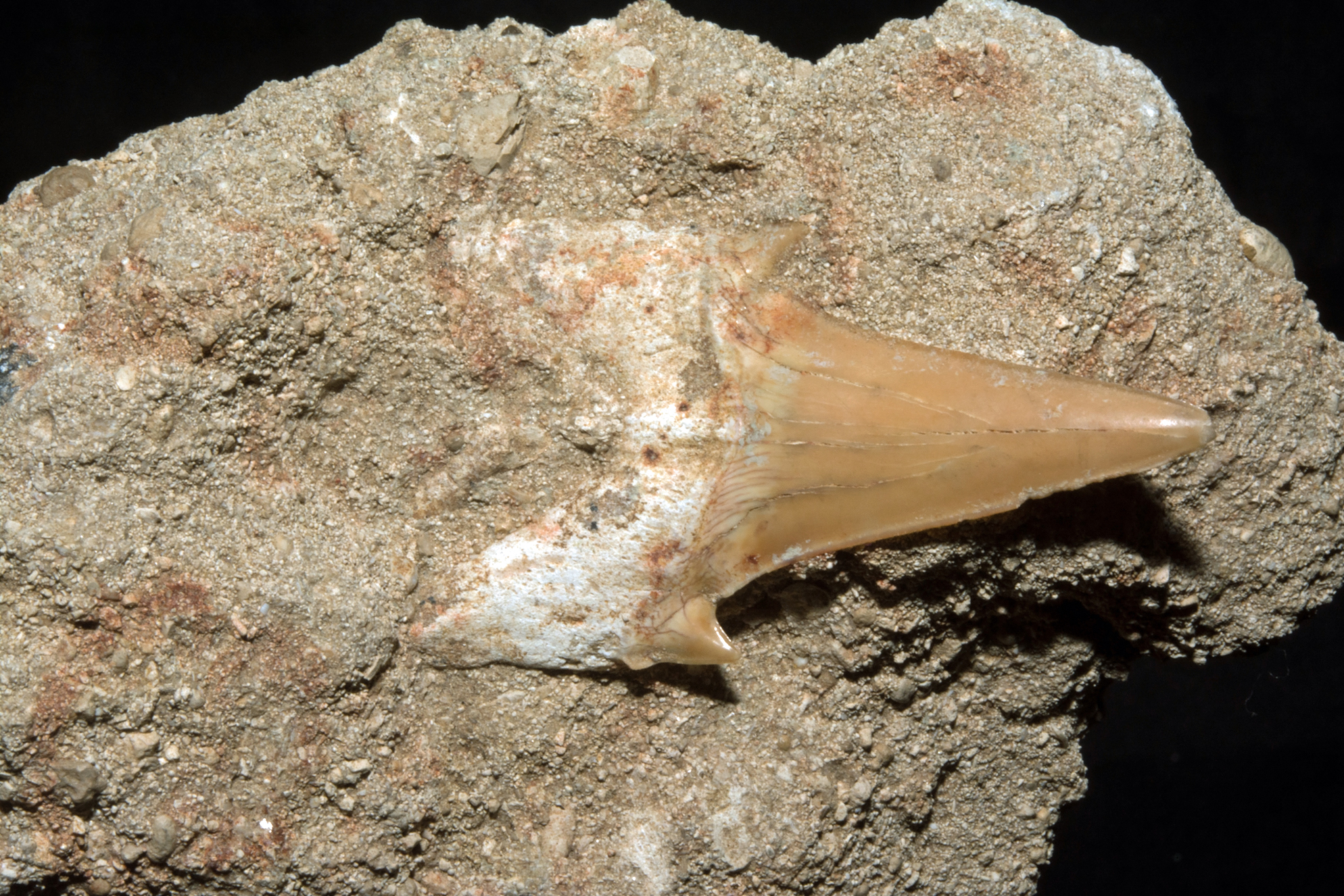
fogai

### Fordítás
- Ez a szócikk részben vagy egészben  az   Otodus című angol Wikipédia-szócikk ezen változatának fordításán alapul.  Az eredeti cikk szerkesztőit annak laptörténete sorolja fel. Ez a jelzés csupán a megfogalmazás eredetét és a szerzői jogokat jelzi, nem szolgál a cikkben szereplő információk forrásmegjelöléseként.